# DEEWEE Sessions, Volume 1
DEEWEE Sessions, Volume 1 is een muziekalbum dat in 2020 werd uitgebracht door de Belgische band Soulwax. Oprichters David en Stephen Dewaele verzamelen analoge instrumenten en opnameapparatuur waar ze in de productie van hun muziek gebruik van maken. Voor dit album gebruikten ze de EMS Synthi 100, een grote, zeldzame analoge synthesizer, waarvan er slechts 31 werden geproduceerd.
DEEWEE Sessions Vol.01 werd uitgebracht op 29 mei 2020 met catalogusnummers DEEWEE034 / VF301. 
Het album kwam tot stand met de hulp van en in samenwerking met IPEM (Instituut voor Psychoacustica en Elektronische Muziek) in Gent (België) dat wetenschappelijk onderzoek doet in de culturele en creatieve sector.

## Tracklijst
| 1.                 | Movement 1 | 4:00 |
| 2.                 | Movement 2 | 8:02 |
| 3.                 | Movement 3 | 5:03 |
| 4.                 | Movement 4 | 6:29 |
| 5.                 | Movement 5 | 4:41 |
| 6.                 | Movement 6 | 7:58 |
| Totale duur: 36:13 |            |      |

- MusicBrainz release group: df87d090-2cf3-414f-be3d-7b5bdb1aef8b